# Universidad de Vic - Universidad Central de Cataluña
La Universidad de Vic - Universidad Central de Cataluña (en catalán Universitat de Vic - Universitat Central de Catalunya), reconocida por la Ley del Parlamento de Cataluña 5/1997, de 30 de mayo, es una universidad, regida por la Fundación Universitaria Balmes, que preside la alcaldesa de Vic, establecida en Vic y Manresa. Es miembro de la Red de Universidades Instituto Joan Lluís Vives.
Es una institución dedicada a la educación superior y a la investigación mediante la docencia y la formación continuada, y tiene sus fundamentos en el principio de autonomía universitaria, expresada en la libertad de cátedra, de investigación y de estudio.
El emblema de la Universidad de Vic - Universidad Central de Cataluña es la A de Carlomagno, pieza de orfebrería carolingia que simboliza los principios del saber y su expansión ilimitada. La divisa que orienta a la universidad, Scientiae patriaeque impendere vitam, es un verso de Lucano que significa "Dedicar la vida al servicio de la ciencia y la comunidad".

## Historia
- 1599. El 26 de junio, el rey Felipe III concedía al Estudio General de Vich el privilegio de graduar a los estudiantes en Artes y Filosofía. Comenzaba la Universidad Literaria de Vich.
- 1717. En 1717 rey Felipe V funda la Universidad de Cervera, en la que se unifican las seis universidades catalanas existentes hasta el momento.  La Universidad Literaria de Vich fue la última en deponer los grados, en 1717.
- 1749. Se funda el Seminario de Vich. La existencia del Seminario implicó el retorno de los estudios superiores de Teología a la ciudad. En este siglo arraiga con fuerza la tradición del Estudiante de Vich. La ciudad se convirtió en un foco cultural importante de la Renaixença. Personalidades de la talla de Jaime Balmes, Jacinto Verdaguer o el canónigo Jaume Collell i Bancells, e instituciones como la Biblioteca Episcopal, el Círcol Literari o el propio Seminario son ejemplos ilustrativos.
- 1873. El Ayuntamiento de la ciudad intentó sin éxito refundar la Universidad de Vich, ejemplo que expresa la preocupación ciudadana por conseguir un centro civil de enseñanza superior.
- 1977. Creación de la Escuela Universitaria de Maestros “Jaume Balmes” de Vich, adscrita a la Universidad de Barcelona.
- 1979. Creación de Eumo Editorial (EUMO es el acrónimo de Escuela Universitaria de Maestros de Osona).
- 1984. Creación de Eumogràfic, estudio de diseño.
- 1987-1988. Primer curso de los Estudios Universitarios de Vich con tres escuelas universitarias:
  - Escuela Universitaria de Maestros Balmes.
  - Escuela Universitaria de Estudios Empresariales de Osona, adscrita a la Universidad de Barcelona.
  - Escuela Universitaria de Enfermería de Osona, adscrita a la Universidad Autónoma de Barcelona.
- 1989-1990. Primer curso de la Escuela Universitaria Politécnica de Osona.
- 1993-1994. Primer curso de la Facultad de Traducción e Interpretación.
- 1997. El 21 de mayo se celebró la sesión plenaria del Parlamento de Cataluña que aprobó la Ley de Reconocimiento de la Universidad de Vich por unanimidad de todos los grupos políticos. Se recuperaba así, 280 años más tarde, la última de las universidades suprimidas por Felipe V.[4]
- 2012. En junio de 2012 se hizo público el acuerdo de colaboración con la escuela de negocios de Barcelona EADA para diseñar titulaciones conjuntas.[5]
- El 30 de enero de 2014 se firmó el acuerdo de federación entre la Fundación Universitaria Balmes y la Fundación Universitaria del Bages que dio lugar a la denominación  Universidad de Vich - Universidad Central de Cataluña.
- 2017 inicia la actividad la Facultad de Medicina con sedes en Vich y en Manresa.

## Rectores
| Rector/a                   | Mandato             |
| -------------------------- | ------------------- |
| Ricard Torrents i Bertrana | 1997 - 2002         |
| David Serrat i Congost     | 2002 - 2006         |
| Assumpta Fargas i Riera    | 2006 - 2010         |
| Jordi Montaña i Matosas    | 2010 - 2018         |
| Joan Masnou Suriñach       | Jul 2018 - Ene 2019 |
| Josep Eladi Baños          | 2019 -              |